# Pavlo Korostylov
Pavlo Serhiyovych Korostylov (en ucraniano: Павло Сергійович Коростильов; Leópolis, 5 de noviembre de 1997) es un deportista ucraniano que compite en tiro, en la modalidad de pistola. Su hermana Yuliya compite en el mismo deporte.
Ganó cinco medallas en el Campeonato Mundial de Tiro, en los años 2018 y 2022, y doce medallas en el Campeonato Europeo de Tiro entre los años 2016 y 2025.
En los Juegos Europeos consiguió dos medallas, bronce en Minsk 2019 (pistola 25 m mixto) y oro en Cracovia 2023 (pistola rápida de fuego 25 m mixto).
Participó en tres Juegos Olímpicos de Verano, entre los años 2016 y 2024, ocupando el cuarto lugar en Tokio 2020 (pistola de aire 10 m) y el quinto en París 2024 (pistola rápida de fuego 25 m).

## Palmarés internacional
| Campeonato Mundial | Campeonato Mundial       | Campeonato Mundial | Campeonato Mundial                 |
| Año                | Lugar                    | Medalla            | Prueba                             |
| ------------------ | ------------------------ | ------------------ | ---------------------------------- |
| 2018               | Changwon (Corea del Sur) | Medalla de oro     | Pistola estándar 25 m              |
| 2018               | Changwon (Corea del Sur) | Medalla de bronce  | Pistola de fuego 25 m              |
| 2022               | El Cairo (Egipto)        | Medalla de oro     | Pistola estándar 25 m              |
| 2022               | El Cairo (Egipto)        | Medalla de bronce  | Pistola 10 m                       |
| 2022               | El Cairo (Egipto)        | Medalla de bronce  | Pistola estándar 25 m mixto        |
| Juegos Europeos    |                          |                    |                                    |
| Año                | Lugar                    | Medalla            | Prueba                             |
| 2019               | Minsk (Bielorrusia)      | Medalla de bronce  | Pistola 25 m mixto                 |
| 2023               | Breslavia (Polonia)      | Medalla de oro     | Pistola rápida de fuego 25 m mixto |
| Campeonato Europeo |                          |                    |                                    |
| Año                | Lugar                    | Medalla            | Prueba                             |
| 2016               | Győr (Hungría)           | Medalla de bronce  | Pistola 10 m                       |
| 2017               | Bakú (Azerbaiyán)        | Medalla de oro     | Pistola 50 m                       |
| 2017               | Bakú (Azerbaiyán)        | Medalla de oro     | Pistola estándar 25 m              |
| 2019               | Osijek (Croacia)         | Medalla de oro     | Pistola 10 m                       |
| 2019               | Lonato (Italia)          | Medalla de oro     | Pistola estándar 25 m              |
| 2019               | Lonato (Italia)          | Medalla de plata   | Pistola de fuego 25 m              |
| 2019               | Lonato (Italia)          | Medalla de plata   | Pistola 50 m mixto                 |
| 2022               | Breslavia (Polonia)      | Medalla de plata   | Pistola estándar 25 m              |
| 2022               | Breslavia (Polonia)      | Medalla de bronce  | Pistola rápida de fuego 25 m       |
| 2022               | Breslavia (Polonia)      | Medalla de bronce  | Pistola rápida 25 m mixto          |
| 2025               | Châteauroux (Francia)    | Medalla de oro     | Pistola de fuego 25 m              |
| 2025               | Châteauroux (Francia)    | Medalla de plata   | Pistola estándar 25 m              |